# Irene Blumenstein-Steiner

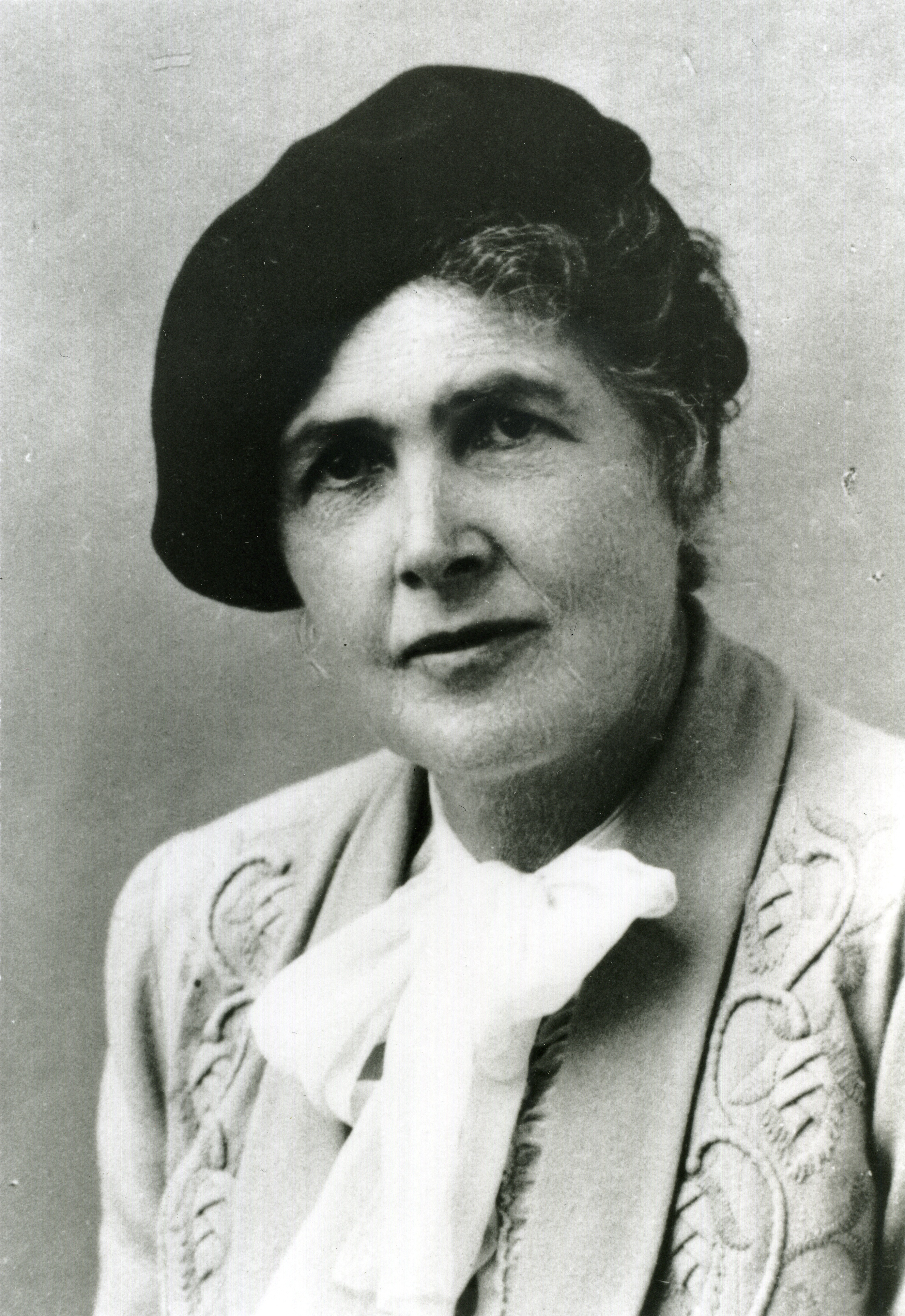
Portrait der ersten Berner Ordinaria, der Juristin Irene Blumenstein-Steiner, in den 1930er Jahren.

Irene Blumenstein-Steiner (* 23. April 1896 in Reinach AG; † 29. Januar 1984 in Menziken; heimatberechtigt in Niederbipp BE) war eine Schweizer Steuerrechts-Expertin und die erste Ordinaria der Universität Bern.

## Leben und Arbeit
Nach juristischen Studien in Bern habilitierte sich Irene Steiner 1934 bei ihrem späteren Ehemann, Prof. Ernst Blumenstein, für Steuerrecht. 1935 heiratete sie 39-jährig den verwitweten und teilweise gelähmten Rechtsprofessor. 1941 wurde sie Honorarprofessorin und 1947 nach der Pensionierung ihres Mannes außerordentliche Professorin. Sie war nach Anna Tumarkin und Gertrud Woker erst die dritte Extraordinaria in Bern. Nach dem Tode ihres Gatten 1951 überarbeitete Irene Blumenstein-Steiner den Steuerrechtsklassiker ihres Mannes grundlegend. Sie verfasste zudem über 60 wissenschaftliche Arbeiten, vornehmlich auch zu Doppelsteuerabkommen der Schweiz mit andern Staaten. Sie war Gutachterin, Expertin in Steuerfragen und kümmerte sich um zwei Fachzeitschriften. Obwohl sie den Aufgabenbereich ihres Mannes Ernst Blumenstein übernommen hatte, erhielt sie die ordentliche Professur erst 1964, zwei Jahre vor der Pensionierung und nach wiederholten Bittschriften. Sie war damit die erste Ordinaria der Universität Bern und der schweizerischen Rechtswissenschaft.

## Ehrung
- 1966 erhielt Irene Blumenstein-Steiner den Dr. h. c. der Universität Basel

## Werke
- Das Haus im schweizerischen Recht. Bremerhaven 1923
- Schweizerisches Zolltarifrecht. Zürich 1934
- Kommentar zu den bernischen Gesetzen über die direkten Staats- und Gemeindesteuern mit einem Anhang enthaltend die Ausführungsdekrete und -Verordnungen. Bern 1938
- Die allgemeine eidgenössische Wehrsteuer, unter Berücksichtigung der gesamten Rechtsprechung betreffend die direkten Bundessteuern. 1943
- Kommentar zum bernischen Gesetz über die direkten Staats- und Gemeindesteuern vom 29. Oktober 1944. Bern 1948
- Inhalt und System der ersten Doppelbesteuerungsabkommen des Bundes, aufgezeigt am Abkommen mit Ungarn. 1949
- Die Doppelbesteuerungsabkommen mit Schweden. Bern 1950
- Das Schweizerisch-Amerikanische Abkommen zur Vermeidung der Doppelbesteuerung auf dem Gebiete der Steuern und Einkommen. 1952
- Die Doppelbesteuerungsabkommen der Schweiz mit dem Königreich der Niederlande. 1952
- Doppelbesteuerungsabkommen und Handelsverträge in ihrer Funktion als Rechtsquellen des schweizerischen Steuerrechts. In: Rechtsquellenprobleme im schweizerischen Recht. Festgabe der Rechts- und Wirtschaftswissenschaftlichen Fakultät der Universität Bern für den schweizerischen Juristenverein, Jahresversammlung 1955, S. 174–211
- Die Stellung des schweizerisch-deutschen Doppelbesteuerungsabkommens im internationalen Steuerrecht der Schweiz. In: Archiv für schweizerisches Abgaberecht. Band 29, 1960, Heft 1/2, S. 53–68